# Comté de Homa Bay
Le comté de Homa Bay est le plus vaste des six comtés de l'ancienne province de Nyanza au Kenya. Il borde la rive sud du golfe de Winam au nord-est du lac Victoria. Il est peuplé par des Luo et les Luo Suba. Son chef-lieu est Homa Bay.

## Histoire
C'est le 4 août 2010, par l'adoption par les Kényans de la nouvelle Constitution, qu'est créé le comté. Cependant, il faut attendre le 28 mars 2013 pour la pérennisation de ses pouvoirs législatifs et exécutifs.

## Toponymie
C'est à la baie de Homa (Homa Bay), autour de laquelle il se situe, que le comté doit son nom. C'est au mont Homa (Got Uma ou God Marahuma ce qui signifie en luo « immense colline ») que la baie doit son appellation.

## Géographie et géologie

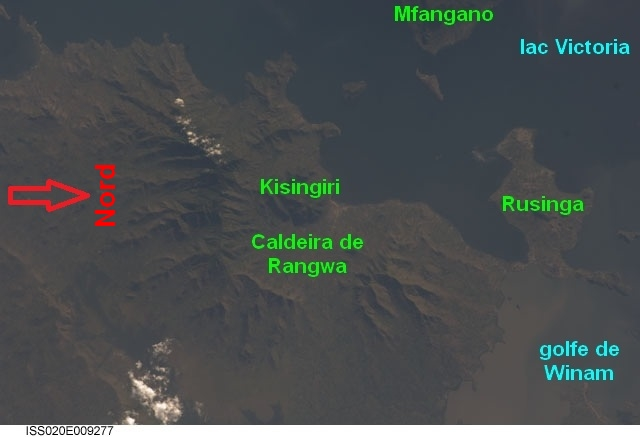
Le complexe volcanique de Rangwa.

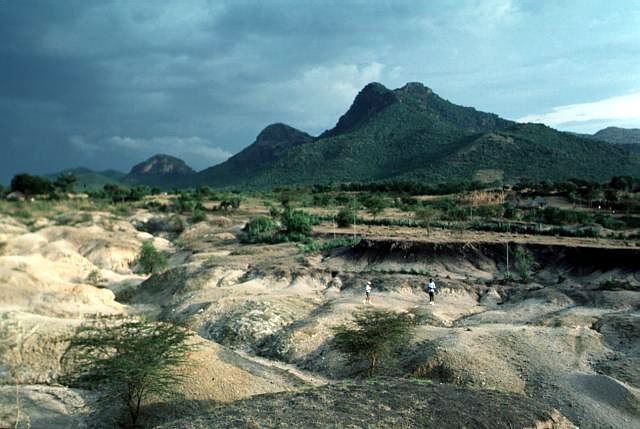
Le mont Homa.

Le comté est situé sur la rive sud du golfe de Winam. Il est bordé au nord par les comtés de Siaya et de Kisumu, à lest par les comtés de Nyamira et de Kisii, au sud par le comté de Migori et à l'ouest par la frontière avec l'Ouganda (lac Victoria).

Le point culminant est la crête sud de la caldeira de Rangwe à 2 259 m (0° 36′ 55″ S, 34° 08′ 29″ E) tandis que l'altitude la moins élevée est le lac Victoria avec 1 131,7 m.
Le sous-sol, essentiellement formé de basalte, constitue l'extrémité australe de la faille ouest du linéament oriental de la vallée du Grand Rift (rift Kavirondo ou rift de Nyanza) formée par les activités tectoniques du Miocène.

La datation au K-AR de la stratigraphie séquentielle montre que l'activité volcanique et tectonique y fut continuelle jusqu'à sept Ma avant notre ère.

Nombre de collines, comme Simenya Hill ou Asego Hill, sont des cônes d'anciens petits volcans ; d'autres, comme Sigulu Hill, sont des cônes adventifs de l'ancien volcan Nyamaji. Le mont Homa est lui un cône principal tandis que le lac Simbi Nyaima est un maar. La vallée de Lambwe dans le parc national de Ruma, dont le sol est composé de vertisol longe le gradin austral du rift Kavirondo. Le complexe volcanique le plus important est celui de la caldeira de Rangwa avec, en son centre, l'ancien cône du mont Kisingiri ; les îles de Mfangano et de Rusinga font aussi partie de ce complexe.

## Hydrographie
Principales rivières :
- Rang'wena ;
- Maugo ;
- Awach Tende,
  - Aora Chak,
  - Agenga,
  - Pundo,
  - Awach Kodera ;
- Nyaliech ;
- Olando ;
- Odundu ;
- Awach Kibuon,
  - Awach Kasipur ou Ober,
  - Awach Kabondo ;
- Olambwe ;
- Owich ;
- Sare ;
- Sondu Miriu.

Lacs :
- lac Victoria et golfe de Winam ;
- lac d'Olando ;
- lac Katumo ;
- caldeira de Simbi Nyaima.

Marais :
- la partie sud du delta de la Sondu Miriu ;
- delta de l'Awach Kibuon ;
- delta de l'Awach Tende ;
- marais de Kimira formé par la Sare.

## Climat
Les températures varient entre 17,1 et 34,8 °C. La pluviométrie annuelle varie entre 250 et 700 mm.

## Population
La superficie totale est de 4 178,9 km2 dont 2 114,9 km2 sur terre ferme et 2 064 km2 sous eau (le lac Victoria). Cette surface de terre ferme pour 963 794 habitants donne une densité réelle de peuplement de 455,7 hab./km2. Lors du dernier recensement national de 2009, cette population était composée de 206 255 familles, soit une moyenne de 4,67 personnes par famille et constituée par 462 454 personnes de sexe masculin et 501 340 personnes de sexe féminin.

La distribution des âges se répartit en 48,1 % de 0-14 ans, 48,2 % de 15-64 ans et en 3,7 % de 65 ans et plus.

## Situation sanitaire
Quelques particularités du comté :
- quatre hôpitaux publics importants et sept hôpitaux publics secondaires ;
- quatorze cliniques privées ;
- zéro maternité spécifique ;
- 116 dispensaires et centres de santé ;
- le ratio de docteurs en médecine est de :
  - district de Homa Bay, 1 pour 38 707 habitants,
  - district de Rachuonyo, 1 pour 150 000 habitants,
  - district de Suba, 1 pour 85 000 habitants ;
- la mortalité infantile est de :
  - district de Homa Bay, 137 ‰,
  - district de Rachuonyo, 87 ‰,
  - district de Suba, 110 ‰

## Enseignement
Selon le rapport annuel Statistical Abstract 2010 édité par le Kenya National Bureau of Statistics (KNBS),  (ISBN 9966-767-24-X) et concernant l'année 2009, le comté compte :
- 283 162 enfants scolarisés dans 1 000 écoles primaires avec un ratio, dans les écoles publiques, de 1 instituteur pour 45 élèves ;
- 31 317 étudiants scolarisés dans 235 établissements du secondaire avec un ratio, dans les écoles publiques, de 1 professeur pour 27 étudiants.

## Économie
Les principales activités sont :
- secteur primaire : culture du maïs, du millet, du manioc et du tournesol, pêche, élevage de vaches laitières ;
- secteur secondaire : transformation du poisson, commerces de proximité ;
- secteur tertiaire : cinq banques commerciales et deux institutions de microcrédit.

L'indice de pauvreté, aussi bien en milieu urbain que rural, est de 50,2 % et le ratio de dépendance économique est 100 dépendants pour 107 productifs.

## Structure sociétale

### Structure exécutive et législative
Depuis le 28 mars 2013, et consécutivement aux élections générales du 4 mars 2013, le comté (County), comme tous les autres comtés du Kenya, est semi-autonome par rapport au gouvernement central. L'entité peut lever des impôts ou adopter des règlements locaux (par ex. : urbanisme, police) ainsi que gérer les ressources naturelles, humaines et les infrastructures pour autant que la décision ne soit pas contraire ni à la Constitution ni aux Lois de l'État. L'autorité exécutive du comté est responsable des moyens qui lui sont apportés par l'exécutif national.

L'autorité exécutive comporte un gouverneur, un vice-gouverneur et dix autres membres. Le gouverneur actuel est Cyrian Awiti (ODM)

L'assemblée locale est constituée de 67 élus (un par Ward, « autorité locale ») auxquels il faut ajouter le Président ex officio de l'assemblée locale (Chairman of the County Cuncil).

### Structure administrative
Le comté est divisé, depuis 2009, en trois districts (wilaya) eux-mêmes partagés en divisions administratives (tarafa), elles-mêmes divisées en localités (Mtaa) et, enfin, ces dernières en quartiers (Kijiji) :
- district de Homa Bay, chef-lieu Homa Bay ;
- district de Rachuonyo, chef-lieu Doho Kosele ;
- district de Suba, chef-lieu Mbita.

Depuis les élections générales du 4 mars 2013, les districts ne sont plus gérés par l'exécutif national mais bien par l'exécutif local du comté.

### Structure électorale
Depuis 2010, le comté est constitué de six circonscriptions électorales (Constituencies) ; à savoir : Gwasi, Karachuonyo, Kasipul Kabondo, Mbita, Ndhiwa et Rangwe. Chacune des circonscriptions est représentée par un député (Member of Parliament ou MP) à l'Assemblée nationale qui compte actuellement 351 membres. Depuis 2013, le comté compte quatre circonscriptions supplémentaires, soit huit au total.
Durant l'élection législative du 4 mars 2013, les électeurs du comté ont aussi, pour la première fois, élu leur représentant au Sénat. Celui-ci est G. Kajwang (ODM).

### Musées et parcs nationaux du comté
- partie nord du parc national de Ruma (vallée de Lambwe).

### Localités et autres lieux du comté
- lac Victoria et golfe de Winam ;
- Homa Bay ;
- Kendu Bay ;
- îles de Mfangano et de Rusinga.

### Personnalités liées au comté
- Acentus Ogwella Akuku mieux connu sous le surnom d'Akuku Danger : mort en 2010 à l'âge de 94 ans était le polygyne, connu, vivant avec le plus grand nombre d'épouses. Il vivait avec plus de 100 épouses, 230 enfants et plus de 1 000 petits-enfants[9] ;
- Barack Obama Senior : le père du 44e Président des E.U. est né dans le village de Kanyadhiang’ Karachuonyo (près de Kendu Bay)[10] ;
- Gor K'ogalo : chef tribal luo ;
- Thomas Odhiambo Mboya : homme politique.

## Sources et bibliographie
Statistical Abstract 2010 édité par le Kenya National Bureau of Statistics (KNBS),  (ISBN 9966-767-24-X)